# یواس‌اس تریانا (آی‌ایکس-۲۲۳)
یواس‌اس تریانا (آی‌ایکس-۲۲۳) (به انگلیسی: USS Triana (IX-223)) یک کشتی بود که طول آن ۴۴۱ فوت ۶ اینچ (۱۳۴٫۵۷ متر) بود. این کشتی در سال ۱۹۴۴ ساخته شد.